# Lijst van premiers van Newfoundland en Labrador
Premier van Newfoundland en Labrador (Engels: premier of Newfoundland and Labrador) is de huidige titel voor de eerste minister van de Canadese provincie Newfoundland en Labrador.
Newfoundland was een kroonkolonie met zelfbestuur (responsible government) vanaf 1855 en werd omgevormd tot een dominion in 1907. In 1934 verloor Newfoundland haar zelfbestuur en werd het gebied geregeerd door de zogenaamde commission of government. In 1949 werd Newfoundland een provincie binnen de Canadese Confederatie. In 2001 veranderde de naam van de provincie naar "Newfoundland and Labrador".
Onderstaande lijst geeft de eerste ministers van het huidige Newfoundland en Labrador weer sinds het officiële erkennen ervan als kroonkolonie met zelfbestuur in 1855.

## Premiers van deKolonie Newfoundland(1855–1907)
| Nr.     | Foto | Naam (geboorte–dood)                  | Ambtstermijn  | Ambtstermijn  | Partij                   | Partij |
| ------- | ---- | ------------------------------------- | ------------- | ------------- | ------------------------ | ------ |
| 1       |      | Philip Francis Little (1824–1897)     | 7 mei 1855    | 16 jul. 1858  | Liberale Partij          |        |
| 2       |      | John Kent (1805–1872)                 | 16 jul. 1858  | ca. mrt. 1861 | Liberale Partij          |        |
| 3       |      | Sir Hugh Hoyles (1814–1888)           | ca. mrt. 1861 | 4 mrt. 1865   | Conservatieve Partij     |        |
| 4 (1/2) |      | Sir Frederick Carter (1819–1900)      | ca. mrt. 1865 | 11 feb. 1870  | Conservatieve Partij     |        |
| 5       |      | Charles Fox Bennett (1793–1883)       | 14 feb. 1870  | 30 jan. 1874  | Anti-Confederation Party |        |
| — (2/2) |      | Sir Frederick Carter (1819–1900)      | 30 jan. 1874  | ca. apr. 1878 | Conservatieve Partij     |        |
| 6 (1/3) |      | Sir William Whiteway (1828–1908)      | ca. apr. 1878 | ca. okt. 1885 | Conservatieve Partij     |        |
| 7       |      | Sir Robert Thorburn (1836–1906)       | 12 okt. 1885  | ca. 1889      | Reform Party             |        |
| — (2/3) |      | Sir William Whiteway (1828–1908)      | ca. dec. 1889 | 11 apr. 1894  | Liberale Partij          |        |
| 8       |      | Augustus F. Goodridge (1839–1920)     | ca. apr. 1894 | ca. dec. 1894 | Tory Party               |        |
| 9       |      | Daniel Joseph Greene (1850–1911)      | 13 dec. 1894  | 8 feb. 1895   | Liberale Partij          |        |
| — (3/3) |      | Sir William Whiteway (1828–1908)      | 8 feb. 1895   | 1897          | Liberale Partij          |        |
| 10      |      | Sir James Spearman Winter (1845–1911) | 1897          | 5 mrt. 1900   | Tory Party               |        |
| 11      |      | Sir Robert Bond (1857–1927)           | 15 mrt. 1900  | 25 sep. 1907  | Liberale Partij          |        |

## Eerste ministers van hetDominion Newfoundland(1907–1934)
| Nr.     | Foto | Naam (geboorte–dood)                  | Ambtstermijn | Ambtstermijn | Partij                        | Partij |
| ------- | ---- | ------------------------------------- | ------------ | ------------ | ----------------------------- | ------ |
| 1       |      | Sir Robert Bond (1857–1927)           | 25 sep. 1907 | 2 mrt. 1909  | Liberale Partij               |        |
| 2       |      | Sir Edward Patrick Morris (1859–1935) | 2 mrt. 1909  | 31 dec. 1917 | People's Party                |        |
| 3       |      | Sir John Crosbie (1876–1932)          | 31 dec. 1917 | 5 jan. 1918  | People's Party                |        |
| 4       |      | Sir William F. Lloyd (1864–1937)      | 5 jan. 1918  | 20 mei 1919  | Liberal Reform Party          |        |
| 5       |      | Michael Patrick Cashin (1864–1926)    | 22 mei 1919  | 17 nov. 1919 | People's Party                |        |
| 6 (1/2) |      | Richard Squires (1880–1940)           | 17 nov. 1919 | 23 jul. 1923 | Liberal Reform Party          |        |
| 7       |      | William Warren (1879–1927)            | 17 nov. 1919 | 7 mei 1924   | Liberal Reform Party          |        |
| 8       |      | Albert Hickman (1875–1943)            | 10 mei 1924  | 9 jun. 1924  | Liberaal-Progressieve Partij  |        |
| 9       |      | Walter Stanley Monroe (1871–1952)     | 9 jun. 1924  | 15 aug. 1928 | Liberaal-Conservatieve Partij |        |
| 10      |      | Frederick C. Alderdice (1872–1936)    | 15 aug. 1928 | 17 nov. 1928 | Liberaal-Conservatieve Partij |        |
| — (2/2) |      | Richard Squires (1880–1940)           | 17 nov. 1928 | 11 jun. 1932 | Liberale Partij               |        |
| — (2/2) |      | Frederick C. Alderdice (1872–1936)    | 11 jun. 1932 | 16 feb. 1934 | United Newfoundland Party     |        |

## Voorzitters van de Commission of Government (1934–1949)
| Nr. | Foto | Naam (geboorte–dood)                             | Ambtstermijn | Ambtstermijn |
| --- | ---- | ------------------------------------------------ | ------------ | ------------ |
| 1   |      | Admiraal Sir David Murray Anderson (1874–1936)   | 16 feb. 1934 | Okt. 1935    |
| 2   |      | Vice-admiraal Sir Humphrey T. Walwyn (1879–1957) | Feb. 1936    | 16 jan. 1946 |
| 3   |      | Gordon MacDonald (1888–1966)                     | 16 jan. 1946 | 1 apr. 1949  |

## Premiers van de provincie Newfoundland (1949–2001) en Newfoundland en Labrador (2001–heden)
| Nr. | Foto | Naam (geboorte–dood)       | Ambtstermijn | Ambtstermijn | Partij                           | Partij |
| --- | ---- | -------------------------- | ------------ | ------------ | -------------------------------- | ------ |
| 1   |      | Joey Smallwood (1900–1991) | 1 apr. 1949  | 18 jan. 1972 | Liberale Partij                  |        |
| 2   |      | Frank Moores (1933–2005)   | 18 jan. 1972 | 26 mrt. 1979 | Progressief-Conservatieve Partij |        |
| 3   |      | Brian Peckford (1942–)     | 26 mrt. 1979 | 22 mrt. 1989 | Progressief-Conservatieve Partij |        |
| 4   |      | Tom Rideout (1948–)        | 22 mrt. 1989 | 5 mei 1989   | Progressief-Conservatieve Partij |        |
| 5   |      | Clyde Wells (1937–)        | 5 mei 1989   | 26 jan. 1996 | Liberale Partij                  |        |
| 6   |      | Brian Tobin (1954–)        | 26 jan. 1996 | 16 okt. 2000 | Liberale Partij                  |        |
| 7   |      | Beaton Tulk (1944–2019)    | 16 okt. 2000 | 13 feb. 2001 | Liberale Partij                  |        |
| 8   |      | Roger Grimes (1950–)       | 13 feb. 2001 | 6 nov. 2003  | Liberale Partij                  |        |
| 9   |      | Danny Williams (1949–)     | 6 nov. 2003  | 3 dec. 2010  | Progressief-Conservatieve Partij |        |
| 10  |      | Kathy Dunderdale (1952–)   | 3 dec. 2010  | 24 jan. 2014 | Progressief-Conservatieve Partij |        |
| 11  |      | Tom Marshall (1946–)       | 24 jan. 2014 | 26 sep. 2014 | Progressief-Conservatieve Partij |        |
| 12  |      | Paul Davis (1961–)         | 26 sep. 2014 | 14 dec. 2015 | Progressief-Conservatieve Partij |        |
| 13  |      | Dwight Ball (1957–)        | 14 dec. 2015 | 19 aug. 2020 | Liberale Partij                  |        |
| 14  |      | Andrew Fury (1975–)        | 19 aug. 2020 | 9 mei 2025   | Liberale Partij                  |        |
| 15  |      | John Hogan (1978–)         | 9 mei 2025   | in functie   | Liberale Partij                  |        |